# Rathaus Dörrenbach
Das Rathaus Dörrenbach ist ein Renaissance-Bau von 1590/91 in der Gemeinde Dörrenbach im Landkreis Südliche Weinstraße in der Pfalz. Es steht unter Denkmalschutz.

## Beschreibung
Das Rathaus Dörrenbach ist ein Fachwerkbau, freistehend an einem kleinen Platz an der Hauptstraße des Ortes, wo es zusammen mit der höher gelegenen Kirche St. Martin, die von einer Wehrmauer mit Wehrturm umgeben ist, ein Ensemble bildet.

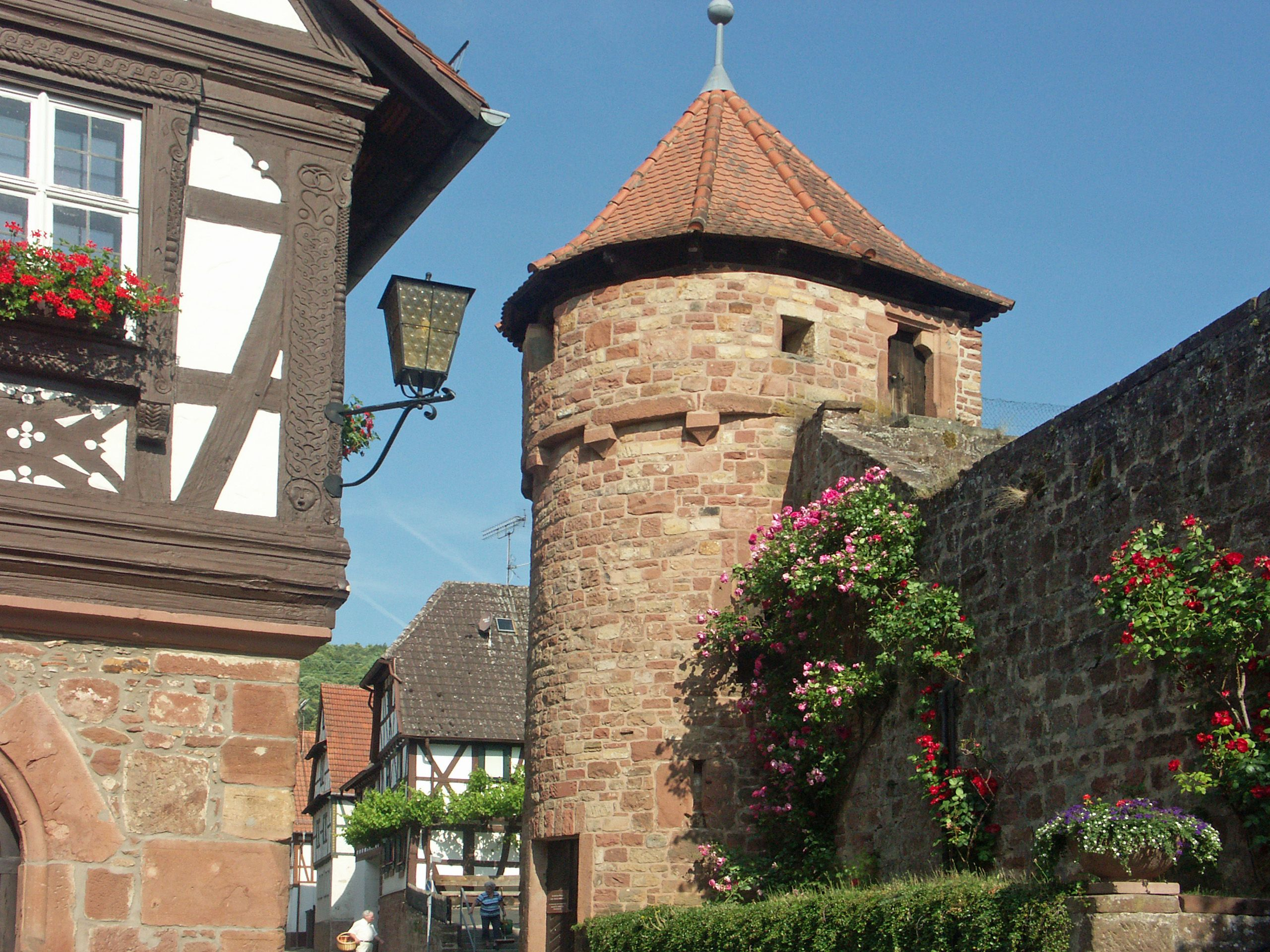
Rathausecke und Wehrturm
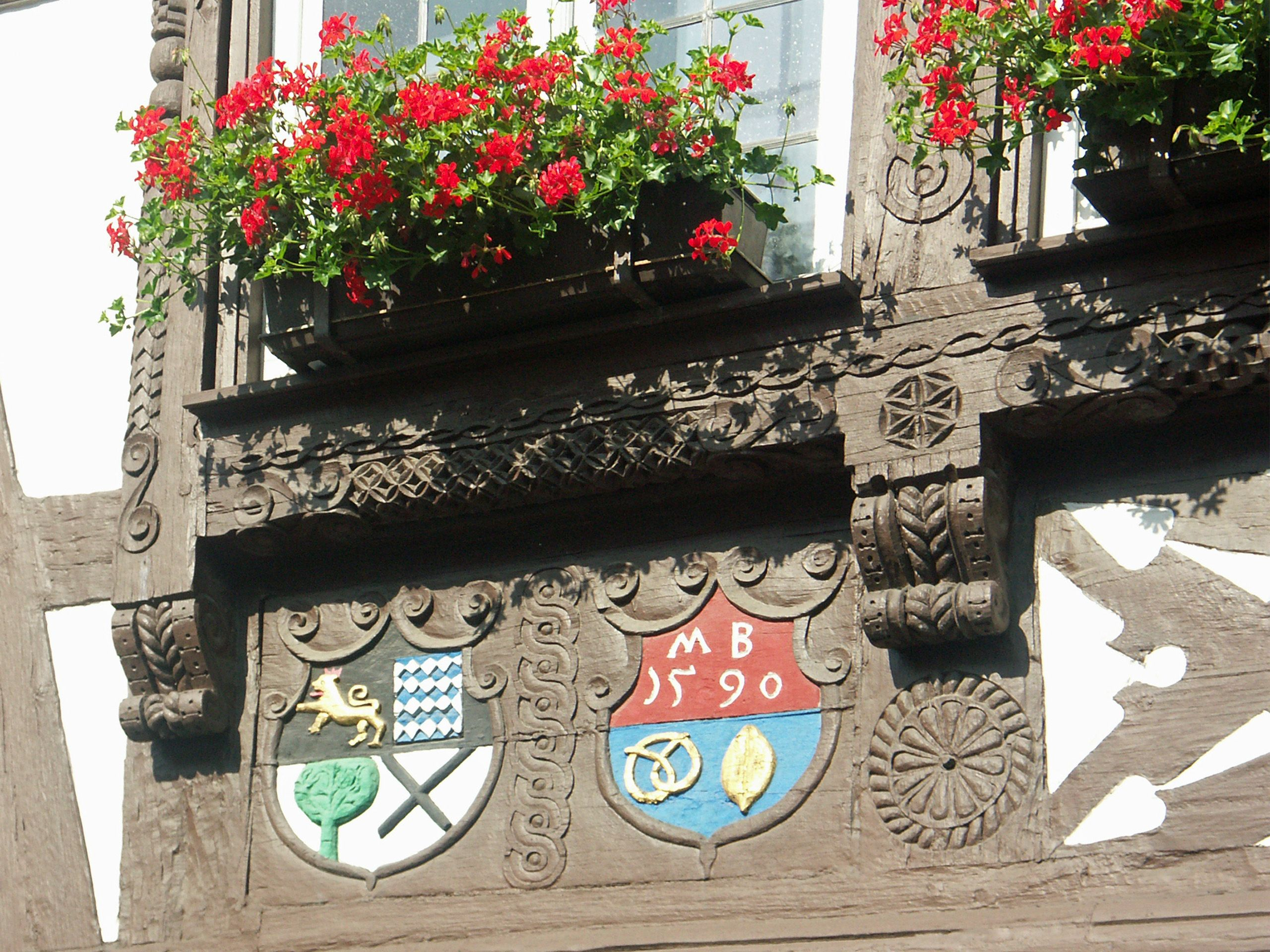
Wappen und Schnitzkunst
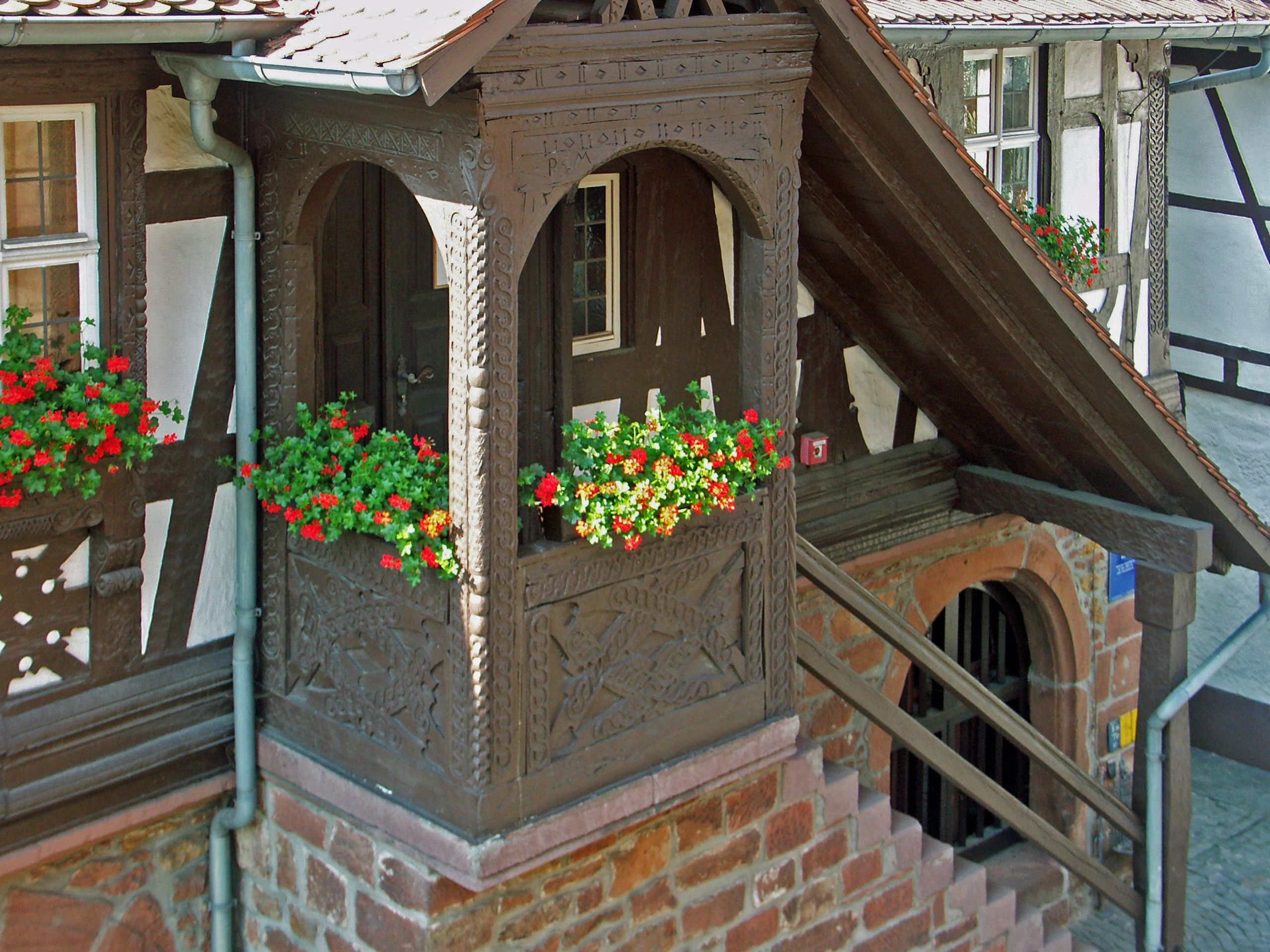
Rathaustreppe

Das Erdgeschoss aus Quadermauerwerk mit rundbogigen Fenstern und einer rundbogigen Einfahrt war ehemals eine offene Halle. Ihre Holzbalkendecke wird von einem Unterzug getragen, der auf einer mittigen steinernen Säule mit einem ionischen Kapitell ruht.
Das erste Obergeschoss, das den Ratssaal enthält, ist nach drei Seiten in Fachwerk ausgeführt, wobei die östliche Giebelseite als Schmuckseite besonders gestaltet ist und auch die unter dem Krüppelwalmdach liegenden weiteren Etagen Fachwerk zeigen. Der rückwärtige Westgiebel ist mit Schiefer verkleidet. Im fränkischen Fachwerk treten als Gestaltungselemente die sogenannten Mannfiguren (zwei im oberen Teil sich überschneidende Schrägstreben) und in der Gefachreihe unter den Fenstern verzierte Andreaskreuze auf. Die Fenster im ersten Obergeschoss sind als sogenannte fränkische Erker nochmals gesondert mit Schnitzwerk eingefasst. Unter einem der Fenster befinden sich ein Wappen und das Zunftzeichen der Bäcker mit der Jahreszahl 1590. Im Mauerwerk des Erdgeschosses zeigt ein weiteres Wappen die gleiche Jahreszahl.
An der Nordseite des Rathauses führt eine überdachte Außentreppe zum ersten Obergeschoss. Sie endet in einem verzierten Vorhaus mit Satteldach. Über der Tür steht die Inschrift: PAX INTRANTIBUS 1590 („Friede den Eintretenden“).